# Вікно (Нідзицький повіт)
Вікно (пол. Wikno, нім. Wickenau) — село в Польщі, у гміні Нідзиця Нідзицького повіту Вармінсько-Мазурського воєводства.
Населення — 96 осіб (2011).

## Демографія
Демографічна структура станом на 31 березня 2011 року:
|          | Загалом | Допрацездатний вік | Працездатний вік | Постпрацездатний вік |
| -------- | ------- | ------------------ | ---------------- | -------------------- |
| Чоловіки | 46      | 6                  | 33               | 7                    |
| Жінки    | 50      | 8                  | 27               | 15                   |
| Разом    | 96      | 14                 | 60               | 22                   |